# Pere II de Mèdici
Pere II de Mèdici —Piero de Médici (italià)—, anomenat també Pere l'Infortunat (Florència, República de Florència, 15 de febrer de 1471 - riu Garigliano, 28 de desembre de 1503) fou membre de la Dinastia Mèdici que va esdevenir senyor de Florència entre 1492 i 1494.

## Família
Va néixer el 1471 a la ciutat de Florència sent el segon fill de Llorenç de Mèdici el Magnífic i Clarice Orsini. Fou net per línia paterna de Pere I de Mèdici i Lucrezia Tornabuoni, i per línia materna de Giacomo Orsini i Maddalena Orsini. Fou germà, així mateix, de Lucrècia de Mèdici, Giovanni di Lorenzo de Mèdici (futur papa Lleó X) i Julià de Mèdici.
Es casà el març de 1488 amb Alfonsina Orsini, filla de Roberto Orsini i Caterina Sanseverino. D'aquesta unió nasqueren:
- Llorenç II de Mèdici (1492-1519), senyor de Florència i duc d'Urbino.[1]
- Clarice de Mèdici (1493-1528), casada el 1508 amb Filippo Strozzi el Jove

## Ascens al poder
Fou educat per succeir el seu pare com a senyor de Florència, fet que va ocórrer l'abril de 1492, sota notables figures del moment com Angelo Poliziano. Al cap de poc de prendre el poder Carles VIII de França envaí el nord de la península italiana amb un gran exèrcit amb la intenció de reclamar el tron de Nàpols i donà suport a Lluís Sforza, el qual pretenia prendre el poder del ducat de Milà, en aquells moments sota el comandament del seu nebot Joan Galeàs Sforza. Pere II va intentar mantenir-se neutral davant la presència del rei francès establert a Toscana, però Carles VIII pretenia apoderar-se de la Toscana per assegurar-se així les línies de comunicació. Davant les envestides franceses la resistència florentina es desinflà i, per por al pillatge concedí al rei francès totes les prerrogatives demanades. El poble florentí, influenciat per Girolamo Savonarola, es revoltà contra el seu senyor i els Mèdici hagueren de fugir, restablint-se altre cop l'autèntica República de Florència.
Els anys posteriors els passà allunyats de Florència, voltant per diferents estats italians. El 1503 morí ofegat al riu Garigliano durant la batalla homònima entre les tropes franceses i espanyoles pel domini del Regne de Nàpols.